# Eumichtis exstrigata
Eumichtis exstrigata là một loài bướm đêm trong họ Noctuidae.